# Schlacht von Misrata
Tripolis – Mechiya Oasis – Al-Hani – Preveza – Kuwayfia – Tobruk – Ain Zara – Al-Qunfudha – Beirut – Al-Fwaihat – Derna – Rhodos – Zanzur – Misrata – Sidi Bilal
Die Schlacht von Misrata fand während des Italienisch-Türkischen Krieges vom 16. Juni bis 8. Juli 1912 vor der Stadt Misrata (Tripolitanien) statt, die eine der wichtigsten Stellungen der osmanisch-arabischen Streitkräfte war.

## Hintergrund
Im Italienisch-Türkischen Krieg wurde die Stadt Misrata an der Küste zwischen Tripolis und Sirte zu einer wichtigen Nachschubbasis für Kriegsmaterial zur Unterstützung der osmanisch-arabischen Truppen. Das italienische Oberkommando hatte die Eroberung der Stadt bereits für den Dezember 1911 geplant, aber widrige Witterungsbedingungen verhinderten eine Anlandung an die Küste und so mussten die Pläne verschoben werden.
Im Juni 1912 entschied das Oberkommando schließlich den Start der Operation. Man gründete eine Division aus sieben Infanterie-Bataillonen des 40., 50. und 63. Infanterie-Regiments, der Alpini-Bataillone „Verona“ und „Mondovì“, einer Askari-Kompanie des 5. Eritrea-Bataillons, einer Schwadron der 16. Regiments „Lucca“ der leichten Kavallerie, vier Artillerie-Batterien und weiteren Einheiten.

## Verlauf
Am 16. Juni 1912 brachten Truppentransporter die Einheiten unter dem Schutz der Schlachtschiffe Re Umberto, Sicilia und Sardegna und der Torpedoboote Airone und Clio an die Küste von Misrata und ein Bataillon in die Nähe von Bu-Sceifa. Die Landungstruppen, die durch Gewehrfeuer von der Re Umberto unterstützt wurden, überwanden den Widerstand einiger osmanischer und arabischer Truppen, die sich hinter den Dünen am Strand verschanzt hatten, eroberten Bu-Sceifa und arbeiteten sich bis an den Rand von Misrata vor. Nachdem weitere Truppen gelandet waren, wurde Qasr Ahmad besetzt und zur Truppenbasis ausgebaut.
Am 8. Juli 1912 begann die italienische Infanterie unterstützt von der Kavallerie ihren Vormarsch. Nach heftigen Kämpfen wurde das Dorf Ras Zarrugh eingenommen, kurz danach wurde Misrata selbst erobert. Die italienischen Truppen hissten in der Burg ihre Fahne. Insgesamt starben in der Schlacht um Misrata auf italienischer Seite sieben Offiziere und 23 Soldaten, 112 wurden verwundet. Auf osmanisch-arabischer Seite wurden 500 Tote und ebenso viele Verwundete geschätzt.

## Folgen
Nach der Einnahme von Misrata verstärkten die Italiener die Stadt mit Einheiten des 50. und 63. Infanterie-Regiments, der Alpini-Bataillone „Verona“ und „Mondovì“, einer Kompanie eritreischer Askari, einiger Artillerie-Batterien, Ingenieure und Service-Personal. Ras Zarrugh wurde mit Truppen des 35. Infanterie-Regiments zur Garnison ausgebaut.
Misrata blieb bis August 1915 in italienischer Hand, als angesichts des Aufstandes in Libyen und der Unmöglichkeit Italiens, das in den Ersten Weltkrieg verwickelt war, Verstärkung zu schicken, alle italienischen Truppen aus der Stadt abgezogen wurden. Misrata wurde schließlich 1922 während des Zweiten Italienisch-Libyschen Krieges von italienischen Truppen zurückerobert.